# 神經外科
神經外科（neurosurgery，neurological surgery，NS）又称神经外科学、腦外科（brain surgery），简称神外、脑外，為外科的一個分支学科，是以外科的方法來诊断与治疗中枢神经系统、周围神经系统和自主神经系统及其支撑结构（颅骨、脊柱等）疾病的医学。
神經外科被公认为医学上地位最高的领域，其原因是要完成这样的手术对医生所需要的极其复杂的知识基础，以及获得进行这样的手术的允许所需要经过的严格的篩選。在允许进行神經外科手术前，一个医生至少需要经过六至七年的训练，这也是所有医学专业中最长和要求最高的。

## 歷史
神經外科的歷史可追溯至西元前1700的古埃及。艾德溫·史密斯紙草文稿是史上最早的醫學著作，一般相信由埃及的醫學之神印何闐撰寫，其中詳細記載四十八個外傷病例，包含對於腦部以及腦外傷的詳細敘述。

## 神经外科的细分

### 脑肿瘤神经外科
颅内各种原发或转移肿瘤。包括脑胶质瘤、垂体腺瘤、脑膜瘤、颅咽管瘤、听神经瘤、脑转移瘤、脑干肿瘤、颅底肿瘤等。

### 脑血管外科
通过显微外科夹闭手术或血管内介入治疗颅内动脉瘤、脑动静脉畸形。颅内外血管搭桥术或颈内动脉内膜剥脱术等脑血流重建。治疗大面积脑梗塞、烟雾病等缺血性脑血管病。

### 急症神经外科
急性脑血管病、颅脑脊髓损伤等。

### 功能神经外科
癫痫、帕金森氏病、三叉神经痛、面肌痉挛、痉挛性斜颈等。

### 脊柱脊髓外科
椎管内肿瘤、头颈结合部疾病、脊柱内血管病、脊髓空洞症等。

### 老年神经外科
高龄患者神经外科疾病包括脑血管病、颅内肿瘤、正常压力脑积水、慢性硬膜下血肿等。

### 血液病神经外科
白血病累及脑和脊髓引起占位压迫或白血病、再障稳定期骨髓移植前伴有颅内肿瘤治疗、凝血异常如血友病等所致脑出血治疗等。

### 内镜神经外科
脑积水、脑室系统周围疾病、脑出血、颅底肿瘤、脑深部手术等的内镜治疗或辅助治疗。

### 颅底外科
颅底外科是一门以神经外科为主的边缘学科。专业范围包括神经外科、耳鼻咽喉—头颈外科、口腔颌面外科、神经影像科、介入神经外科、整形外科、脊柱外科（上颈椎）等。治疗颅底内面肿瘤、侧颅底肿瘤等。

## 影視作品
- 香港無綫電視劇集《On Call 36小時》以“神經外科”為本劇中心。
- 香港無綫電視劇集《白色強人》中，“神經外科”和“心胸肺外科”佔了相當多的劇情。
- 韩国KBS电视剧《Brain》以“神经外科”作为中心。
- 中国大陆电视剧《心术》以“神经外科”为剧情中心。
- 韓國SBS連續劇《Doctors》以神經外科為主。
- 中国大陆电视剧《你是我的城池營壘》以“神经外科”为主。